# Juneau (Wisconsin)
Juneau es una ciudad ubicada en el condado de Dodge en el estado estadounidense de Wisconsin. En el Censo de 2010 tenía una población de 2.814 habitantes y una densidad poblacional de 648,26 personas por km².

## Geografía
Juneau se encuentra ubicada en las coordenadas 43°24′11″N 88°42′12″O / 43.40306, -88.70333. Según la Oficina del Censo de los Estados Unidos, Juneau tiene una superficie total de 4.34 km², de la cual 4.34 km² corresponden a tierra firme y (0.06%) 0 km² es agua.

## Demografía
Según el censo de 2010, había 2.814 personas residiendo en Juneau. La densidad de población era de 648,26 hab./km². De los 2.814 habitantes, Juneau estaba compuesto por el 93.21% blancos, el 3.62% eran afroamericanos, el 0.39% eran amerindios, el 0.85% eran asiáticos, el 0.04% eran isleños del Pacífico, el 1.42% eran de otras razas y el 0.46% pertenecían a dos o más razas. Del total de la población el 10.13% eran hispanos o latinos de cualquier raza.